# فريق الغرائب
فريق الغرائب (بالإنجليزية : Odd Squad)، هو مسلسل تلفزيوني تعليمي عُرض لأول مرة على تي في أو كيدز في كندا و بي بي إس كيدز في الولايات المتحدة في 26 نوفمبر 2014. استمر المسلسل لمدة ثلاثة مواسم و108 حلقة على مدى سبع سنوات، عُرضت الحلقة الأخيرة منه في 8 يوليو 2022.
على غرار البرامج الشهيرة كسايبر تشيس وبيغ + قطة، هناك العديد من البرامج الأخرى التي تركز على الرياضيات والتي عرضت على قناة بي بي إس كيدز. تدور هذه السلسلة حول شخصيات أطفال تستخدم مفاهيم رياضية مختلفة مثل الجمع والضرب والرسوم البيانية، يعرض المسلسل ممثلين أطفال يستخدمون التفكير غير المباشر والرياضيات لحل الأحداث الغريبة في بلدتهم والتحقيق فيها. المسلسل عبارة عن هجاء عام لأنواع الخيال الإجرائي والتجسسي للشرطة ويستخدم الفكاهة لتعليم الجمهور مهارات الرياضيات الأساسية والمواضيع المتعلقة بالرياضيات.

## وصلات خارجية
- فريق الغرائب على موقع IMDb (الإنجليزية)
- فريق الغرائب على موقع روتن توميتوز (الإنجليزية)
- فريق الغرائب على موقع نتفليكس (الإنجليزية)
- فريق الغرائب على موقع كينوبويسك (الروسية)
- فريق الغرائب على موقع قاعدة بيانات الفيلم (الإنجليزية)